# Osric di Northumbria
Osric (... – 9 maggio 729) è stato re di Northumbria dopo la morte di Coenred, nel 718, alla morte.

## Biografia
Simeone di Durham afferma che era figlio di Aldfrith di Northumbria. Perciò sarebbe stato fratello o fratellastro di Osred. Secondo un'altra ipotesi potrebbe essere stato figlio di re Eahlfrith di Deira e quindi cugino di primo grado di Osred. San Beda parla poco del regno di Osric.